# 美沢パーキングエリア
美沢パーキングエリア（みさわパーキングエリア）は、北海道苫小牧市字美沢にある道央自動車道のパーキングエリアである。
上り線のみ夏季限定で売店が営業している。

## 施設

### 上り線（室蘭・函館方面）
- 管理：東日本高速道路株式会社
- 駐車場[1][2]
  - 大型：22台
  - 小型：25台
  - 身障者用
    - 小型：1台
- トイレ[1][2]
  - 男性：大3（和式1・洋式2）・小5
  - 女性：5　（和式1・洋式4）
  - 身障者用（オストメイト対応）[3]
    - 共用：1
- 自動販売機[1][2]

### 下り線（札幌・旭川方面）
- 管理：東日本高速道路株式会社
- 駐車場[4][5]
  - 大型：22台
  - 小型：25台
  - 身障者用
    - 小型：1台
- トイレ[4][5]
  - 男性：大3（和式1・洋式2）・小5
  - 女性：5　（和式1・洋式4）
  - 身障者用（オストメイト対応）[3]
    - 共用：1
- 自動販売機[4][5]

## 隣
E5 道央自動車道
(22)苫小牧東IC - 美沢PA - (23)新千歳空港IC